# Worstelen op de Olympische Zomerspelen 2008
Worstelen is een van de sporten die beoefend werden tijdens de Olympische Zomerspelen 2008 in Peking. Van 9 tot en met 19 augustus werd er in de China Agricultural University Gymnasium om 18 gouden medailles gestreden; bij de vrouwen alleen in de vrije stijl en bij de mannen ook in de Grieks-Romeinse competitie. Voor de tweede keer deden vrouwen mee aan het worsteltoernooi.

## Onderdelen en programma
Zowel bij de vrije stijl als bij het Grieks-Romeins zijn er bij de mannen zeven gewichtsklassen. Bij de vrouwen zijn er vier klassen. Een overzicht van de onderdelen en het programma staat in de volgende tabel.
Mannen, Grieks-Romeins
| Onderdeel  | Datum       |
| ---------- | ----------- |
| tot 55 kg  | 12 augustus |
| tot 60 kg  | 12 augustus |
| tot 66 kg  | 13 augustus |
| tot 74 kg  | 13 augustus |
| tot 84 kg  | 14 augustus |
| tot 96 kg  | 14 augustus |
| tot 120 kg | 14 augustus |

Mannen, vrije stijl
| Onderdeel  | Datum       |
| ---------- | ----------- |
| tot 55 kg  | 19 augustus |
| tot 60 kg  | 19 augustus |
| tot 66 kg  | 20 augustus |
| tot 74 kg  | 20 augustus |
| tot 84 kg  | 21 augustus |
| tot 96 kg  | 21 augustus |
| tot 120 kg | 21 augustus |

Vrouwen, vrije stijl
| Onderdeel | Datum       |
| --------- | ----------- |
| tot 48 kg | 16 augustus |
| tot 55 kg | 16 augustus |
| tot 63 kg | 17 augustus |
| tot 72 kg | 17 augustus |

## Kwalificatie
Elk land mag één worstelaar per onderdeel uitzenden. Op verschillende toernooien kunnen worstelaars voor hun land startbewijzen winnen. De landen wijzen deze startplaatsen vervolgens toe aan een bepaalde worstelaar.

## Opzet
Loting bepaalt welke twee worstelaars het telkens tegen elkaar opnemen. De winnaar gaat door naar de volgende ronde. Alle worstelaars die van een finalist hebben verloren, gaan naar de herkansingen. Er komen twee aparte herkansingsgroepen; de ene groep bestaat uit de verliezers tegen de ene finalist en de andere uit de verliezers tegen de andere finalist. Binnen elke groep spelen de verliezers die als eerste werden uitgeschakeld tegen elkaar. De winnaar speelt tegen de verliezer die een ronde later werd uitgeschakeld enzovoorts. De winnaar van elke herkansingsgroep wint brons.

## Uitslagen

### Mannen, Grieks-Romeins

#### tot 55 kg
| rang   | sporter           | land |
| ------ | ----------------- | ---- |
| Goud   | Nazir Mankiev     | RUS  |
| Zilver | Rovshan Bayramov  | AZE  |
| Brons  | Roman Amoyan      | ARM  |
| Brons  | Park Eun-Chul     | KOR  |
| 5      | Yagnier Hernández | CUB  |
| 5      | Hamid Sourian     | IRI  |
| 7      | Kristijan Fris    | SRB  |
| 8      | Spenser Mango     | USA  |

#### tot 60 kg
| rang   | sporter              | land |
| ------ | -------------------- | ---- |
| Goud   | Islambek Albiev      | RUS  |
| Zilver | Vitaly Rahimov       | AZE  |
| Brons  | Nurbakyt Tengizbayev | KAZ  |
| Brons  | Ruslan Tumenbaev     | KGZ  |
| 5      | Roberto Monzón       | CUB  |
| 5      | Sheng Jiang          | CHN  |
| 7      | Armen Nazarian       | BUL  |
| 8      | Eusebiu Diaconu      | ROU  |

#### tot 66 kg
| rang   | sporter             | land |
| ------ | ------------------- | ---- |
| Goud   | Steeve Guenot       | FRA  |
| Zilver | Kanatbek Begliev    | KGZ  |
| Brons  | Mikhail Siamionan   | BLR  |
| Brons  | Armen Vardanjan     | UKR  |
| 5      | Darkhan Bayakhmetov | KAZ  |
| 5      | Nikolay Gergov      | BUL  |
| 7      | Sergey Kovalenko    | RUS  |
| 8      | Tamás Lőrincz       | HUN  |

#### tot 74 kg
| rang   | sporter               | land |
| ------ | --------------------- | ---- |
| Goud   | Manoetsjar Kvirkelia  | GEO  |
| Zilver | Chang Yongxiang       | CHN  |
| Brons  | Christophe Guenot     | FRA  |
| Brons  | Yavor Yanakiev        | BUL  |
| 5      | Péter Bácsi           | HUN  |
| 5      | Aleh Mikhalovich      | BLR  |
| 7      | Varteres Samourgachev | RUS  |
| 8      | Roman Melyoshin       | KAZ  |

#### tot 84 kg
| rang   | sporter          | land |
| ------ | ---------------- | ---- |
| Goud   | Andrea Minguzzi  | ITA  |
| Zilver | Zoltán Fodor     | HUN  |
| Brons  | Nazmi Avluca     | TUR  |
| Brons  | niet toegekend * |      |
| 5      | Ma Sanyi         | CHN  |
| 5      | Mélonin Noumonvi | FRA  |
| 7      | Denis Forov      | ARM  |
| 8      | Shalva Gadabadze | AZE  |

#### tot 96 kg
| rang   | sporter            | land |
| ------ | ------------------ | ---- |
| Goud   | Aslanbek Khustov   | RUS  |
| Zilver | Mirko Englich      | GER  |
| Brons  | Adam Wheeler       | USA  |
| Brons  | Asset Mambetov     | KAZ  |
| 5      | Han Tae-Young      | KOR  |
| 5      | Marek Švec         | CZE  |
| 7      | Mindaugas Ežerskis | LTU  |
| 8      | Elis Guri          | ALB  |

#### tot 120 kg
| rang   | sporter             | land |
| ------ | ------------------- | ---- |
| Goud   | Mijaín López        | CUB  |
| Zilver | Khasan Barojev      | RUS  |
| Brons  | Mindaugas Mizgaitis | LTU  |
| Brons  | Yuri Patrikejev     | ARM  |
| 5      | Jalmar Sjöberg      | SWE  |
| 5      | Yannick Szczepaniak | FRA  |
| 7      | Dremiel Byers       | USA  |
| 8      | Mihály Deák-Bárdos  | HUN  |

### Mannen, vrije stijl

#### tot 55 kg
| rang   | sporter               | land |
| ------ | --------------------- | ---- |
| Goud   | Henry Cejudo          | USA  |
| Zilver | Tomohiro Matsunaga    | JPN  |
| Brons  | Besik Kudukhov        | RUS  |
| Brons  | Radoslav Velikov      | BUL  |
| 5      | Dilshod Mansurov      | UZB  |
| 5      | Namig Sevdimov        | AZE  |
| 7      | Rizvan Gadzhiev       | BLR  |
| 8      | Besarion Gotsjasjvili | GEO  |

#### tot 60 kg
| rang   | sporter            | land |
| ------ | ------------------ | ---- |
| Goud   | Mavlet Batirov     | RUS  |
|        | Vasyl Fedorysjyn   | UKR  |
| Zilver | Kenichi Yumoto     | JPN  |
| Brons  | Morad Mohammadi    | IRI  |
| Brons  | Bazar Bazarguruev  | KGZ  |
| 5      | Zelimkhan Huseynov | AZE  |
| 6      | Murad Ramazanov    | MKD  |
| 7      | Yandro Quintana    | CUB  |
| 8      | Yogeshwar Dutt     | IND  |

Uitslag Lichtgewichten (-60 kg) (m) op olympics.com

#### tot 66 kg
| rang   | sporter           | land |
| ------ | ----------------- | ---- |
| Goud   | Ramazan Şahin     | TUR  |
| Zilver | Andriy Stadnik    | UKR  |
| Brons  | Sushil Kumar      | IND  |
| Brons  | Otar Toesjisjvili | GEO  |
| 5      | Geandry Garzón    | CUB  |
| 5      | Leonid Spiridonov | KAZ  |
| 7      | Irbek Farniev     | RUS  |
| 8      | Batzorig Buyanjav | MGL  |

#### tot 74 kg
| rang                    | sporter            | land |
| ----------------------- | ------------------ | ---- |
| Goud                    | Buvaisar Saitiev   | RUS  |
| Zilver                  | Soslan Tigiev      | UZB  |
| Brons                   | Murad Gaidarov     | BLR  |
| DSQ                     | Kiril Terziev      | BUL  |
| Brons                   | Gheorghita Stefan  | ROU  |
| 5                       | Iván Fundora       | CUB  |
| 6                       | Ben Askren         | USA  |
| 7                       | Arsen Gitinov      | KGZ  |
| 8                       | Emzarios Betinidis | GRE  |
| Uitslag op olympics.com |                    |      |

#### tot 84 kg
| rang   | sporter             | land |
| ------ | ------------------- | ---- |
| Goud   | Revaz Mindorasjvili | GEO  |
| Zilver | Yusup Abdusalomov   | TJK  |
| Brons  | Taras Danko         | UKR  |
| Brons  | Georgy Ketoyev      | RUS  |
| 5      | Serhat Balcı        | TUR  |
| 5      | Davyd Bichinashvili | GER  |
| 7      | Novruz Temrezov     | AZE  |
| 8      | Harutyun Yenokyan   | ARM  |

#### tot 96 kg
| rang   | sporter            | land |
| ------ | ------------------ | ---- |
| Goud   | Shirvani Muradov   | RUS  |
| Zilver | Taimuraz Tigiyev   | KAZ  |
| Brons  | Khetag Gazyumov    | AZE  |
| Brons  | Giorgi Gogsjelidze | GEO  |
| 5      | Michel Batista     | CUB  |
| 5      | Georgii Tibilov    | UKR  |
| 7      | Kurban Kurbanov    | UZB  |
| 8      | Gergely Kiss       | HUN  |

#### tot 120 kg
| rang                    | sporter            | land |
| ----------------------- | ------------------ | ---- |
| DSQ                     | Artur Taymazov     | UZB  |
| Goud                    | Bakhtiyar Akhmedov | RUS  |
| Zilver                  | David Musuľbes     | SVK  |
| Brons                   | Marid Mutalimov    | KAZ  |
| Brons                   | Disney Rodriguez   | CUB  |
| 5                       | Fardin Masoumi     | IRI  |
| 6                       | Steve Mocco        | USA  |
| 7                       | Ottó Aubéli        | HUN  |
| 8                       | Aydın Polatçı      | TUR  |
| Uitslag op olympics.com |                    |      |

### Vrouwen

#### tot 48 kg
| rang   | sporter           | land |
| ------ | ----------------- | ---- |
| Goud   | Carol Huynh       | CAN  |
| Zilver | Chiharu Icho      | JPN  |
| Brons  | Irini Merleni     | UKR  |
| Brons  | Mariya Stadnik    | AZE  |
| 5      | Tatyana Bakatyuk  | KAZ  |
| 5      | Clarissa Chun     | USA  |
| 7      | Vanessa Boubryemm | FRA  |
| 8      | Kim Hyung-Joo     | KOR  |

#### tot 55 kg
| rang   | sporter            | land |
| ------ | ------------------ | ---- |
| Goud   | Saori Yoshida      | JPN  |
| Zilver | Xu Li              | CHN  |
| Brons  | Jackeline Rentería | COL  |
| Brons  | Tonya Verbeek      | CAN  |
| 5      | Ida-Theres Nerell  | SWE  |
| 5      | Ana Paval          | ROU  |
| 7      | Olga Smirnova      | KAZ  |
| 8      | Natalya Golts      | RUS  |

#### tot 63 kg
| rang   | sporter              | land |
| ------ | -------------------- | ---- |
| Goud   | Kaori Icho           | JPN  |
| Zilver | Alena Kartashova     | RUS  |
| Brons  | Randi Miller         | USA  |
| Brons  | Yelena Shalygina     | KAZ  |
| 5      | Martine Dugrenier    | CAN  |
| 5      | Lise Golliot-Legrand | FRA  |
| 7      | Elina Vaseva         | BUL  |
| 8      | Monika Michalik      | POL  |

#### tot 72 kg
| rang   | sporter             | land |
| ------ | ------------------- | ---- |
| Goud   | Wang Jiao           | CHN  |
| Zilver | Stanka Zlateva      | BUL  |
| Brons  | Kyoko Hamaguchi     | JPN  |
| Brons  | Agnieszka Wieszczek | POL  |
| 5      | Ali Bernard         | USA  |
| 5      | Maider Unda         | ESP  |
| 7      | Anita Schätzle      | GER  |
| 8      | Rosângela Conceição | BRA  |

* De Zweedse worstelaar Ara Abrahamian won oorspronkelijk brons bij het Grieks-Romeins tot 84 kg. Tijdens de medailleceremonie echter stapte hij met de medaille die hem net daarvoor was omgehangen van het podium, legde de medaille op de worstelmat en liep de zaal uit. Dit uit protest tegen de arbitrage tijdens zijn halve finale. Het IOC besloot zijn medaille te ontnemen omdat zij het een schending van de olympische gedachte, een protestactie en een respectloze actie ten opzichte van andere atleten vonden. Zijn medaille wordt niet aan iemand anders gegeven.

## Medaillespiegel
| Plaats | Land             | NOC    | Goud | Zilver | Brons | Totaal |
| ------ | ---------------- | ------ | ---- | ------ | ----- | ------ |
| 1      | Rusland          | RUS    | 6    | 3      | 2     | 11     |
| 2      | Japan            | JPN    | 2    | 2      | 2     | 6      |
| 3      | Georgië          | GEO    | 2    | 0      | 2     | 4      |
| 4      | China            | CHN    | 1    | 2      | 0     | 3      |
| 5      | Oezbekistan      | UZB    | 1    | 1      | 0     | 2      |
| 6      | Verenigde Staten | USA    | 1    | 0      | 2     | 3      |
| 7      | Canada           | CAN    | 1    | 0      | 1     | 2      |
| 7      | Frankrijk        | FRA    | 1    | 0      | 1     | 2      |
| 7      | Turkije          | TUR    | 1    | 0      | 1     | 2      |
| 10     | Cuba             | CUB    | 1    | 0      | 0     | 1      |
| 10     | Italië           | ITA    | 1    | 0      | 0     | 1      |
| 12     | Oekraïne         | UKR    | 0    | 2      | 3     | 5      |
| 13     | Azerbeidzjan     | AZE    | 0    | 2      | 2     | 4      |
| 14     | Kazachstan       | KAZ    | 0    | 1      | 4     | 5      |
| 15     | Bulgarije        | BUL    | 0    | 1      | 3     | 4      |
| 16     | Kirgizië         | KGZ    | 0    | 1      | 1     | 2      |
| 17     | Duitsland        | GER    | 0    | 1      | 0     | 1      |
| 17     | Hongarije        | HUN    | 0    | 1      | 0     | 1      |
| 17     | Tadzjikistan     | TJK    | 0    | 1      | 0     | 1      |
| 20     | Armenië          | ARM    | 0    | 0      | 2     | 2      |
| 20     | Wit-Rusland      | BLR    | 0    | 0      | 2     | 2      |
| 22     | Colombia         | COL    | 0    | 0      | 1     | 1      |
| 22     | India            | IND    | 0    | 0      | 1     | 1      |
| 22     | Iran             | IRI    | 0    | 0      | 1     | 1      |
| 22     | Litouwen         | LTU    | 0    | 0      | 1     | 1      |
| 22     | Polen            | POL    | 0    | 0      | 1     | 1      |
| 22     | Slowakije        | SVK    | 0    | 0      | 1     | 1      |
| 22     | Zuid-Korea       | KOR    | 0    | 0      | 1     | 1      |
| Totaal | Totaal           | Totaal | 18   | 18     | 35    | 71     |